# Frank Calvert
Pour les articles homonymes, voir Calvert.
Frank Calvert (1828–1908) était un diplomate consulaire anglais en Méditerranée orientale et un archéologue amateur. Il initia les fouilles à Hissarlik (sur l'emplacement de l'ancienne cité de Troie), 7 ans avant l'intervention de Heinrich Schliemann.

## Biographie
Frank était le cadet des sept enfants de James Calvert (1778-1852), de Malte, et de Louisa Ann Lander (1792-1867).
En tant que plus jeune fils, Frank était éclipsé par ses ainés et se trouva entraîné par leurs carrières. Bien qu'il restât célibataire et effacé, il développa une passion pour les textes homériques et une ferme croyance qu'ils étaient des récits historiques, et non des légendes.
Dès 1822, Hisarlik fut identifié par Charles Maclaren comme site possible de la Troie homérique.
En 1847, le frère de Frank, Frederick, acheta une ferme de plus de 800 hectares (8 km²) à Akca Koy, qui englobait la colline d'Hisarlik, mais cet achat ne fut que provisoire car le gouvernement ottoman fut ensuite propriétaire de la partie occidentale du site.
Parallèlement à ses activités consulaires, Frank menait des fouilles prudentes et localisées sur la partie que la famille possédait. Il était convaincu que le site de la Troie antique était là. Après la guerre de Crimée, il confia sa conviction à Heinrich Schliemann. Entre 1873 et 1890, Schliemann découvrit des artefacts dans la colline d'Hisarlik et fut donc considéré comme le découvreur de Troie.
Calvert mourut en 1908, après Schliemann, mais ne fut jamais officiellement associé à la découverte de Troie. Les descendants de Calvert revendiquent maintenant une part des trésors découverts à Hisarlik.